# ŠZ Soča
Športno združenje Soča je slovensko odbojkarsko društvo v Občini Sovodnje ob Soči na Goriškem.
Predsednik je Igor Tomsič in podpredsednica je Mihaela Devetak. Nadzorni odbor sestavljajo Ivo Cotič, Marijo Černic in Matjaž Černic.

## Igralci

### Moška C-liga
| Št. dresa | Ime igralca     | Igralni položaj     | Višina (cm) | Državljanstvo |
| --------- | --------------- | ------------------- | ----------- | ------------- |
|           | Daniele Deiana  | sprejemalec, bloker |             |               |
|           | Enrico Deiana   | podajalec           |             |               |
| 1         | Gregor Makuc    | sprejemalec         | 180         |               |
| 3         | Nikolaj Černic  | podajalec           | 185         |               |
| 4         | Peter Persoglia | bloker              | 185         |               |
| 4         | Samuel Princi   | podajalec           |             |               |
| 5         | Franc Miklus    | bloker              | 190         |               |
| 6         | Gregor Devetak  | bloker              |             |               |
| 7         | Tomaž Cotič     | sprejemalec         | 185         |               |
| 8         | Andrej Čavdek   | prosti igralec      | 175         |               |
| 9         | Andrej Cotič    | sprejemalec         | 185         |               |
| 12        | Matija Boškin   | podajalec           |             |               |
| 13        | Simon Cotič     | podajalec           | 184         |               |
| 14        | Martin Devetak  | bloker              |             |               |
| 15        | Gregor Antoni   | korektor            | 180         |               |
| 19        | Borut Vizintin  | korektor            | 190         |               |

### Ženska D-liga
| Št. dresa | Ime igralca      | Igralni položaj             | Državljanstvo |
| --------- | ---------------- | --------------------------- | ------------- |
| 1         | Marta Scocco     | sprejemalka                 | Italija       |
| 2         | Julija Cotič     | podajalka                   |               |
| 3         | Linda Berzacola  | podajalka                   |               |
| 4         | Camilla Komic    | sprejemalka                 |               |
| 5         | Liza Paulin      | blokerka                    |               |
| 6         | Beatrice Falzari | blokerka                    |               |
| 9         | Mateja Ferfolja  | sprejemalka                 |               |
| 10        | Agata Berzacola  | sprejemalka, prosta igralka |               |
| 11        | Anika Tosolini   | sprejemalka                 |               |
| 13        | Martina Gruden   | sprejemalka                 |               |
| 14        | Tijana Lukajič   | korektorka                  |               |
| 16        | Alessia Spindler | podajalka                   |               |
| 18        | Arianna Menis    | blokerka                    |               |
| 19        | Marianna Soprani | korektorka                  |               |
| 20        | Lara Colja       | blokerka                    |               |
| 21        | Zala Flospergher | prosta igralka              |               |